# Aplec del Puig
Desde los años 1960, el último domingo de octubre, el Aplec del Puig reúne los nacionalistas valencianos de todas partes para celebrar una jornada festiva en uno de los lugares con más simbolismo e historia de la Comunidad Valenciana, el municipio del Puig, en la Horta Norte. Los actos se inician con una marcha cívica que sale desde las torres de Serranos de la ciudad de Valencia y acaba en el Monasterio de Santa María del Puig, monasterio desde el cual Jaime I conquistó en 1238 la capital para crear el nuevo Reino de Valencia. Desde la mañana y hasta la tarde se suceden actos, parlamentos y conciertos.
A pesar de que hubo un primer encuentro precursor de los actuales el 20 de junio del 1915 y un encuentro regular en octubre (una procesión civicocultural) convocada por la asociación Lo Rat Penat, es desde los años 60 que se celebra, con cierta regularidad, con un sentido de reivindicación política y no solo cultural.
Actualmente hay dos actos políticos convocados de manera anual: el primero en la explanada del monasterio de Santa Maria, donde se encuentran el Bloque Nacionalista Valenciano, y ahora también la coalición Compromís, y el segundo en la cumbre de la muntanyeta de la Patà organizado por Esquerra Republicana del País Valenciano y que había sido organizado tradicionalmente por el PSAN. Desde el año 2006 se ha recuperado la dimensión religiosa del encuentro mediante la celebración de la "misa por la patria, la paz y la justicia" en la iglesia del monasterio, convocada por el Centro Pare Tosca.
Además de los parlamentos políticos y del acto religioso, durante todo el día hay actividades lúdicas y culturales, talleres para la chavalería, actuaciones de "dolçainers y tabalers", y una comida popular con paella.
El año 2017, el partido ultraderechista España 2000 fue autorizado a concentrarse a dos kilómetros del acto del Bloc pero a solo setecientos del de ERPV, aunque el presidente de los ultra, José Luis Roberto, avanzó que no se concentrarían en el lugar asignado «porque es un derecho constitucional de cualquier ciudadano escoger el lugar».